# Hamleys
Hamleys of London Limited, operante come Hamleys, è una multinazionale britannica di giocattoli, di proprietà di Reliance Retail. Inserito nel Guinness dei primati come il negozio di giocattoli più antico del mondo, fu fondato da William Hamley a High Holborn, Londra, nel 1760. Nel 1881 si trasferì nella sua sede attuale in Regent Street, nel West End di Londra. Questo flagship store si sviluppa su sette piani che coprono 54.000 piedi quadrati (5.000 m2), con più di 50.000 linee di giocattoli in vendita. Riceve circa cinque milioni di visitatori ogni anno. La catena ha 11 punti vendita nel Regno Unito e ha più di 90 franchising in tutto il mondo.